# Sarun Samingchai
Sarun Samingchai ist ein thailändischer Fußballspieler.

## Karriere
Sarun Samingchai stand bis Ende 2015 beim TOT SC (Telephone Organization of Thailand) unter Vertrag. Wo er vorher gespielt hat, ist unbekannt. Der Verein aus der thailändischen Hauptstadt Bangkok spielte in der ersten Liga des Landes, der Thai Premier League. Für den TOT SC absolvierte er 17 Erstligaspiele.
Seit Januar 2016 ist er vertrags- und vereinslos.